# Församlingsrörelsen
Församlingsrörelsen i Svenska kyrkan verkade under 1800-talets sista decennier och 1900-talets första  för att de uppgifter en svensk kyrkoförsamling hade enligt 1686 års kyrkolag (som i tillämpliga delar förblev giltig fram till 1992) - kyrkans så kallade legala uppgifter - kompletterades med så kallat frivilligt kyrkligt arbete. Exempel på sådana arbetsformer är verksamhet i söndagsskolor och syföreningar.
Två tydliga grupperingar har forskningen sett i församlingsrörelsen, beroende på organisationsform. Den mest omfattande var den kyrkosyftande församlingsrörelsen som hämtade sina organisationsmönster från främst tyskt håll. Genom Olof Holmströms folkkyrkoprogram fick detta organisationsmönster sin akademiska och kyrkorättsliga uttydning. I förlängningen anknöts stora delar av dess verksamhet till den 1903 inrättade Allmänna svenska prästföreningen och den 1910 inrättade Svenska kyrkans diakonistyrelse. Den andra grenen - den associationssyftande församlingsrörelsen - präglades av ett mer lågkyrkligt perspektiv och hade sina källor i anglosaxisk teologi och den svenska frikyrlighetens program. Dess tillskyndare syftade inte till att direkt anknyta kyrklig verksamhet till trossamfundet Svenska kyrkan på församlings- eller stiftsnivå eller nationellt. Lokal föreningsbildning som huvudman för verksamheten uppfattades som en riktig organisationsform.